# Luigi Sarzano
Luigi Sarzano (Moncalvo, 15 novembre 1927 – Torino, 6 gennaio 2000) è stato un commediografo e poeta italiano.

## Biografia
Consegue la maturità classica a Casale Monferrato nel 1945 e si laurea in Giurisprudenza a Torino nel 1949. Nel 1953 si sposa con Anna Prato.
Ha sviluppato le sue opere letterarie pur svolgendo altre attività lavorative. Ha lavorato presso l'USIS di Torino, la J.W Thompson, l'Atlas Copco, l'Ente Moda di Torino e la Fiat Ricambi. Anche se l'attività di scrittore è stata svolta "part-time", diverse opere sono state presentate al pubblico o pubblicate o hanno ricevuto riconoscimenti.
Ha scritto la sua prima opera teatrale nel 1944, all'età di 17 anni (una tragedia) e l'ultima nel 1995 (una favola per l'infanzia sotto forma di atto unico). In cinquant'anni ha raccontato il mondo che stava percorrendo, dalla preistoria, al Monferrato, alle vicende storiche o di cronaca o sociali che hanno segnato questo periodo.

## Opere rappresentate
- Tributi al Mostro: I Rabdomanti[1] (Milano, 1956[2]); Piccolo Teatro della Città di Torino (Torino, 1956, regia di Nuccio Messina)
- I grilli intorno alla casa: I Rabdomanti (Milano, 1957); Teatro Regionale Siciliano (Palermo e Venezia, 1958, direttore Nico Pepe, regia di Accursio Di Leo con Nuccio Messina), Radio Rai (Torino, 1965)
- La Compagnia delle Lune Spente: I Rabdomanti (Milano, 1958)
- È andata male: Teatro delle Dieci (Torino, 1959[3], regia di Massimo Scaglione)
- L'ultimo San Martino: I Rabdomanti (Milano, 1960, Cesano Boscone e Torino, 1985)
- Il bue elettorale: I Rabdomanti (Milano, 1961); La Compagnia del Buonumore (Roma, 1961)
- Preistoria sui tetti del mondo: I Rabdomanti (Milano, 1961)
- Il re dagli occhi di conchiglia: Piccolo Teatro di Milano (Milano, 1962[4][5], regia di Ruggero Jacobbi, presentazione di Luigi Lunari)
- Aria alle girandole: I Rabdomanti (Milano, 1963)
- Si dirà delle misere donne: I Rabdomanti (Milano, 1965); Gruppo Teatro Mille (Borgosesia e Pesaro, 1969 e 1972, regia di Giovanni Vercella)
- Un mondo di genti e di stelle: Gruppo Teatro Mille (Borgosesia, 1970, regia di Giovanni Vercella)
- Perché ridi, ragazzo?: I Rabdomanti (Milano, 1972)

## Opere pubblicate
- Eterni tempi (poesia): Gerli, Torino, 1949
- Farsi Uomo (poesia): Carpena, La Spezia, 1960[6]
- I grilli intorno alla casa: Ridotto, 1958
- L'ultimo San Martino: Filmcritica e Ridotto, 1961
- Il re dagli occhi di conchiglia su Il dramma, 1962
- Si dirà delle misere donne su Sipario, 1967
- Noi, bestie: e voi, uomini?, Fuorimura, 1980[7]

## Riconoscimenti
- Terzo Premio Riccione, 1957 (I grilli intorno alla casa)[8]
- Premio I.D.I., 1964 (Si dirà delle misere donne)
- Premio Opera Prima Chianciano, 1960 (Farsi Uomo)